# Het beste moet nog komen (Radio 1)
Het beste moet nog komen was een 'humaninterestprogramma' op Radio 1, de informatiezender van de VRT. Het programma startte op 29 augustus 2005 en was sindsdien elke weekdag te beluisteren, van 9 tot 10 uur in de voormiddag. Het werd afgevoerd in september 2007, toen Radio 1 zijn programma-aanbod grondig vernieuwde. Elke dag interviewde Friedl' Lesage een nieuwe gast die hij liet vertellen over de mooiste en de moeilijkste momenten uit diens leven. De gesprekken werden afgewisseld met muziekfragmenten die de gast op voorhand selecteerde. Het concept had veel weg van het zondagochtendprogramma Titaantjes en leidde vaak tot bijzondere radiomomenten. Het programma werd dan ook hoog aangeprezen en bekroond.